# Whitney Cummings
Pour les articles homonymes, voir Cummings.
Whitney Cummings, née le 4 septembre 1982 à Georgetown, à Washington D.C., est une actrice, productrice et humoriste américaine. Elle est notamment connue pour être la créatrice et la principale protagoniste de la sitcom américaine Whitney diffusée sur NBC, ainsi que la co-créatrice de la série télévisée 2 Broke Girls diffusée sur CBS.

## Filmographie

### Cinéma
- 2017 : Rivales (Unforgetable) de Denise Di Novi : Ali